# Процес C-22
Процес C-22 - процес проявлення кольорових плівок, запроваджений компанією Kodak 1956 року. 1972 року його замінено процесом C-41 під плівку 110 типу, виготовлення якої почалося того ж року, та 1974 року - для всіх інших форматів.
Проявлення плівкового матеріалу відбувається за температур близько 24 °C (75 °F), що робить процес несумісним із сучаснішим процесом C-41, який використовує температуру 38 °C (100 °F).
Найпоширеніша плівка, яка вимагала цього процесу, — Kodacolor-X.
Плівку призначену для процесу C-22 все ще можна (станом на 2020 рік) проявляти в чорно-білому процесі.